# 喬希·所羅門-戴維斯
喬希·所羅門-戴維斯（英語：Joshua Solomon-Davies，1999年11月20日—）是聖盧西亞的職業足球運動員，司職右後衛，現效力於英格蘭北部超級聯賽甲組西北馬連。

## 外部連結
- Soccerway資料庫：喬希·所羅門-戴維斯
- 73806
- Rovers Rearguard Profile（页面存档备份，存于）
- Stalybridge Celtic Profile（页面存档备份，存于）